# Tinganes

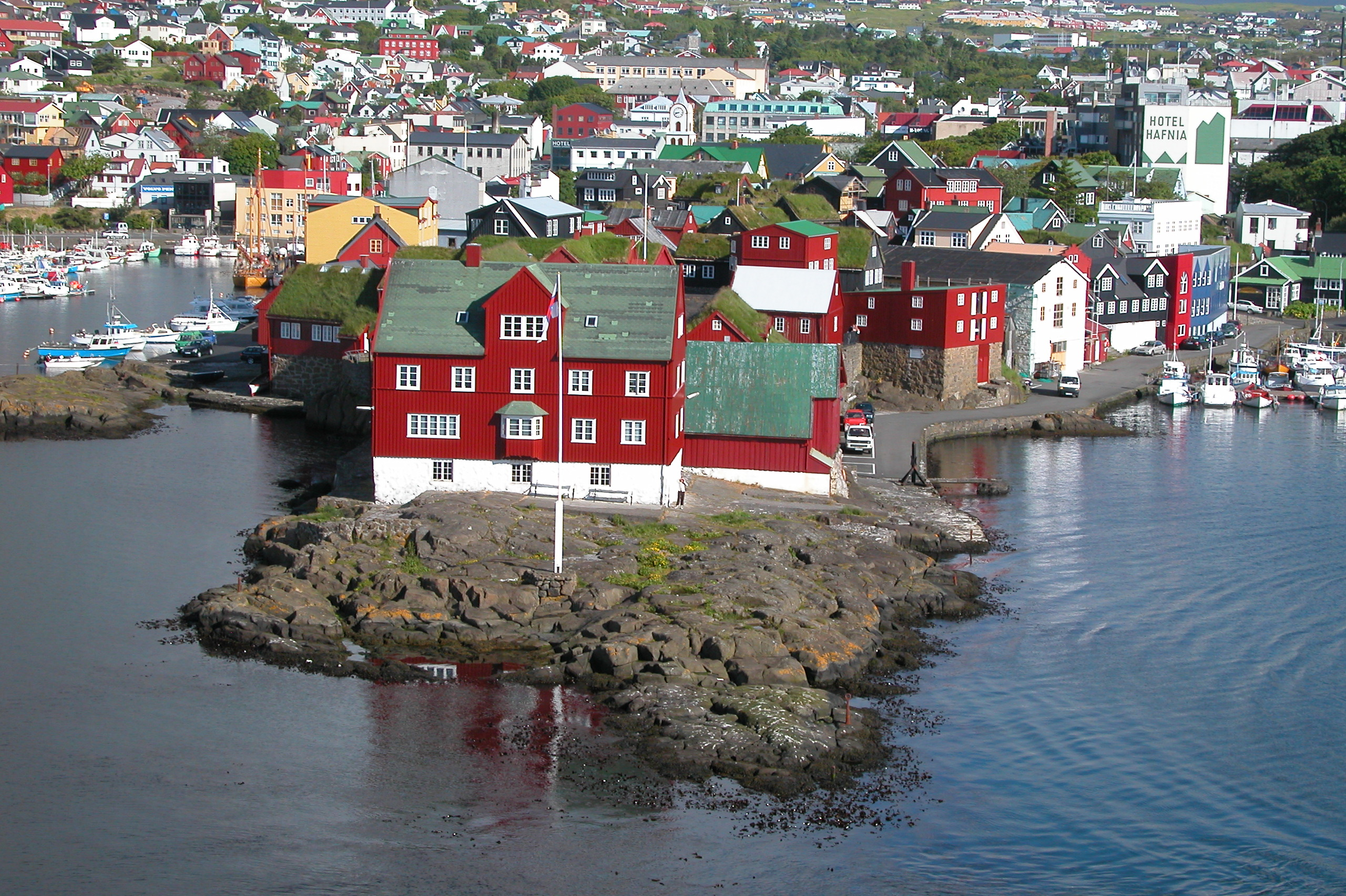
Península de Tinganes e os edifícios governamentais

Tinganes é a localização histórica do parlamento feroés, o Løgtingið, na capital Tórshavn. O Parlamento foi formado pela primeira vez em 825. durante a Era Viquingue, quando colonos noruegueses reuniram-se no local e estabeleceram seu parlamento (Ting) nesta península, chamada hoje de Skansapakkhusið.
Trata-se de um dos mais antigos sítios parlamentares do mundo, junto com o Tynwald da Ilha de Man e o Þingvellir na Islândia, sendo que muitos edifícios foram construídos durante os séculos XVI e XVII e são utilizados até hoje.